# آرگوس کاکلی
آرگوس کاکلی، از سرده (نام علمی: Rheinardia)، پرندگان «طاووس‌مانند» بزرگ و دیدنی از خانواده قرقاولان با پوشش سیاه و نخودی و خال‌های قهوه‌ای تیره، نوک صورتی سنگین، عنبیه قهوه‌ای و پوست آبی‌رنگ دور چشم است. سر دارای دو کاکل است. کاکل پشتی که به سمت پس‌سر امتداد می‌یابد، در هنگام هشدار و در حین رفتارهای عمدی از جمله تشکیل پیوند جفت‌یابی و نمایش‌های جفت‌یابی افراشته می‌شود. جنس نر دمی پهن و بسیار کشیده شامل دوازده پر دارد. پوشپرهای دم (یا "قطار") در نر، بلندترین نوع آن در همه پرندگان است و اعتقاد بر این است که بلندترین (و پهن‌ترین) پرهای موجود در پرندگان وحشی را در خود دارد. قرقاول ریوز دارای پرهای دم با طول مشابه است اما به‌طور قابل توجهی باریک‌تر است. اندازه پوشپرهای دم تا ۱٫۷۳ متر (۵٫۷ فوت) از لحاظ طول است، و طول کل پرنده ۱٫۹–۲٫۳۹ متر (۶٫۲–۷٫۸ فوت) است.

## آرایه‌شناسی
اگرچه به‌طور سنتی به عنوان یک گونه منفرد با دو زیرگونه رفتار می‌شود، مدت‌ها گمان می‌رفت که یک جفت گونه درگیر است و شواهد اخیر، اگرچه با استفاده از معیارهای بحث‌برانگیز توبیاس، از این دیدگاه هر زیرگونه به‌عنوان گونه‌ای جداگانه پشتیبانی می‌کنند. این تقسیم منجر به دو گونه یکنواخت می‌شود: آرگوس کاکلی مالایی (نام علمی: Rheinardia nigrescens) از تنگه مرکزی مالزی، و آرگوس کاکلی ویتنامی (نام علمی: Rheinardia ocellata)، از رشته کوه آنامیت ویتنام. این دو شکل، به‌طور قابل توجهی در پوشش پرها، نمایش‌ها و آواسازی متفاوت هستند و هر دو توسط فعالیت‌های انسانی تهدید می‌شوند.

## ویژگی‌های ریخت‌شناسی
جنس ماده از نظر اندازه مشابه است، با نوارهای مرمری برجسته و پوشش پرهای پشتی رنگارنگ‌تر از نر. پرهای سفید آشکار او مانند نر است که با الگوهای مشخص است. تاج ماده از نظر ریخت‌شناسی متفاوت است، با پرهای سفت‌تر که سطح بیشتری را در امتداد پس‌سر و بالای پشت گردن اشغال می‌کند. دم ماده مانند دم نر کشیده و به صورت جانبی فشرده‌است اما طول آن بسیار کوتاه‌تر است. متوسط طول ماده ۷۴–۷۵ سانتیمتر (۲٫۴۳–۲٫۴۶ فوت) است. علی‌رغم اینکه از نظر طول ماکیان‌سانان دو شکل جنسی دارد، وزن نر فقط ۲۰ درصد بیشتر از ماده است. وزن متوسط حدود ۱٫۵ کیلوگرم (۳٫۳ پوند) است.

## رفتار و بوم‌شناسی

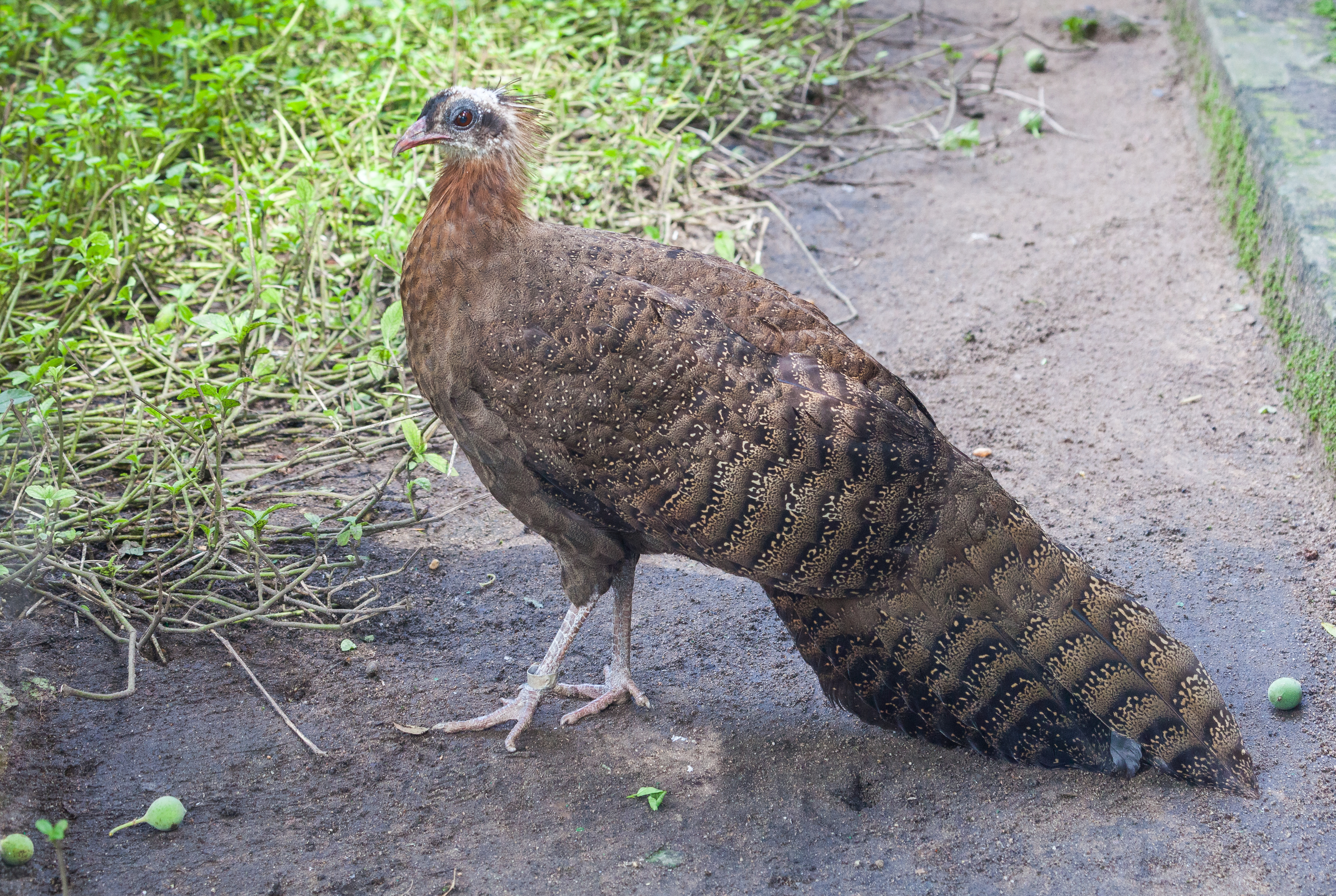
آرگوس کاکلی ویتنامی ماده در باغ وحش شهر هوشی مین.

اطلاعات کمی دربارهٔ آنها در طبیعت وجود دارد. آرگوس خجالتی و گریزان، در جنگل‌های رشد اولیه نیمه‌کوهی ویتنام، لائوس و مالزی در جنوب شرق آسیا یافت می‌شود. رژیم غذایی عمدتاً از بی‌مهرگان، نرم‌تنان، دوزیستان، خزندگان کوچک، پاجوش‌های بامبو، برگ‌ها، میوه‌ها و قارچ‌ها تشکیل شده‌است. اطلاعات کمی در مورد استراتژی زادآوری آن وجود دارد. در حالی که برخی از مقامات معتقدند که چندهمسره است، هیچ مدرک مستقیمی برای اثبات این نظریه وجود ندارد. طبیعت‌شناس ویلیام بیبی یک جفت آرگوس کاکلی را که به سوی و از سوی اشکوب بالایی پرواز می‌کردند، ثبت کرد. این نشان می‌دهد که ممکن است جفت نامعین وجود داشته باشد. بلوغ تأخیری مشخص در هر دو گونه وجود دارد. به نظر می‌رسد که آنها تنها در سال پنجم یا ششم خود کاملاً بالغ می‌شوند.

## زیستگاه و پراکندگی
مانند دیگر طاووس‌ها، آرگوس کاکلی ساعت‌ها در روز روی درخت‌های نوظهور بالای تاج‌پوش جنگل می‌نشیند. آنها روزها در فصل مرطوب روی این درختان می‌مانند. آرگوس‌های کاکلی پرندهگانی قوی هستند و گزارش شده‌است که جفت‌ها با هم پرواز می‌کنند.